# Liste niedersorbischer Persönlichkeiten
Die Liste niedersorbischer Persönlichkeiten enthält Personen, die niedersorbisch/wendischer Herkunft sind und sich durch ihr Schaffen eine besondere Anerkennung erworben haben.

## Persönlichkeiten
15. Jahrhundert
- Jan Rak (Johannes Aesticampianus, 1457–1520), Theologe, Gelehrter und Humanist
- Jan Brězan (Johann Briesmann, 1488–1549), lutherischer Reformator in Preußen und dem Baltikum
- Mikławš Jakubica († um 1548), fertigte die erste Übersetzung des Neuen Testaments in niedersorbischer Sprache an.

16. Jahrhundert
- Jakub Janus (Jakob Janus, 1530–1583), evangelischer Pfarrer und Verfasser theologischer Schriften in lateinischer Sprache
- Albin Moller (1541–1618), evangelischer Pfarrer, übersetzte Katechismus von Luther und Lieder in die niedersorbische Sprache
- Abraham Škoda (Abraham Schade, um 1550–1624), Kantor und Herausgeber eines bedeutenden Sammelbandes von Motetten
- Handroš Tara (Andreas Thar, um 1570–um 1638), evangelischer Pfarrer, übersetzte Katechismus Luthers, Psalmen und Gebete, verfasste weitere Texte
- Jan Krygaŕ (Johann Crüger, 1598–1662), Komponist

17. Jahrhundert
- Jan Chojnan (Johannes Choinan, 1616–1664), evangelischer Pfarrer, verfasste erste niedersorbische Grammatik
- Juro Krygaŕ (Georg Krüger, 1642/43–1707), Astronom, Pfarrer und Kalendermacher in Kurland

18. Jahrhundert
- Pomgajbog Kristalub Fryco (Gotthelf Christlieb Fritze, 1744–1815), evangelischer Pfarrer und Verfasser theologischer Schriften
- Jan Bjedrich Fryco (Johann Friedrich Fritze, 1747–1819), evangelischer Pfarrer und Schriftsteller
- Jan Zygmunt Bjedrich Šyndlaŕ (Johann Sigismund Friedrich Schindler, 1758–1841), evangelischer Pfarrer, verfasste Wörterbuch und Altes und Neues Testament in niedersorbischer Sprache

- Hanzo Juro Swora (Johann Georg Zwahr, 1785–1844), evangelischer Pfarrer und Verfasser des ersten niedersorbisch-deutschen Wörterbuchs
- Kito Fryco Stempel (Christian Friedrich Stempel, 1787–1867), evangelischer Pfarrer und Begründer der neueren niedersorbischen Literatur
- Měto Bukwaŕ (Martin Buckwar, 1789–1843), evangelischer Pfarrer, der sich für den Erhalt der niedersorbischen Sprache einsetzte

19. Jahrhundert
- Mato Nowka (Matthes Nowka, 1812–1864), evangelischer Pfarrer und Gründer der ersten niedersorbischen Zeitschrift Bramborski Serbski Casnik
- Jan Karlo Fryco Swora (Johann Karl Friedrich Zwahr, 1818–1884), evangelischer Pfarrer, Autor und Dichter von Kirchenliedern
- Jan Bjedrich Tešnaŕ (Johann Friedrich Teschner, 1829–1898), evangelischer Pfarrer, gab niedersorbische Bibel und Gesangbücher heraus
- Pawoł Fryco Broniš (Paul Friedrich Bronisch, 1830–1895), evangelischer Pfarrer und Schriftsteller
- Kito Šwjela (Christian Schwela, 1836–1922), Kantor und Herausgeber des Bramborski Serbski Casnik
- Mato Kosyk (Matthäus Kossick, 1853–1940) evangelischer Pfarrer und Dichter
- Fryco Rocha (Friedrich Rocha, 1863–1942), Schriftsteller, auch von Kinderliteratur
- Marjana Domaškojc (Marianne Domaschke, 1872–1946), Dichterin
- Bogumił Šwjela (Gotthold Schwela, 1873–1948), evangelischer Pfarrer, Sprachforscher, Mitbegründer der Domowina
- Wylem Šybaŕ (Wilhelm Schieber, 1887–1974), Spreewaldmaler
- Mina Witkojc (Wilhelmine Wittka, 1893–1975), Lyrikerin und Publizistin
- Fryco Latk (Fritz Lattke, 1895–1980), Landschaftsmaler, Graphiker

20. Jahrhundert
- Herbert Cerna (Herbert Zerna, 1905–1955), Pfarrer, Lehrer und Filmregisseur
- Dieter Nowka (1924–1998), Komponist und Musikwissenschaftler
- Detlef Kobjela (1944–2018), Komponist und Verfasser einer sorbischen Musikgeschichte
- Sebastian Elikowski-Winkler, Komponist